# 杰米·科拉布
杰米·科拉布（英語：Jamie Korab，1979年11月28日—），加拿大男子冰壶运动员。他曾代表加拿大获得2006年冬季奥运会冰壶比赛男子团体金牌。他也曾在2001年获得世界青年冰壶锦标赛冠军。